# Ryszard Komornicki
Ryszard Komornicki (ur. 14 sierpnia 1959 w Ścinawie) – polski piłkarz, trener i działacz piłkarski przez większość kariery związany z Górnikiem Zabrze. Były reprezentant Polski. Uczestnik Mistrzostw Świata 1986.

## Życiorys

### Zawodnik
Na początku swojej kariery był zawodnikiem Kryształu Stronie Śląskie, następnie przeszedł do GKS Tychy, by spędzić tam 2 sezony. Jednak najwspanialsze lata swojej kariery Koko spędził w Górniku Zabrze (1983-1989), z którym wywalczył 4 tytuły mistrza Polski i Superpuchar. W lidze polskiej Ryszard Komornicki rozegrał 182 mecze i strzelił 35 bramek.
W sezonie 1989/90 został piłkarzem FC Aarau (Szwajcaria), w sezonie 1992/1993 zdobył wraz z kolegami z drużyny tytuł mistrza Szwajcarii. Kolejny sezon (1998/99) Koko spędził w FC Wohlen (Szwajcaria), w roku 2000 podpisał kontrakt z FC Luzern (Szwajcaria).
Występował na pozycji środkowego pomocnika.

### Trener
Ryszard Komornicki ma również doświadczenie jako trener: asystent w FC Aarau, FC Luzern, FC Solothurn, rezerwy FC Zürich. Od stycznia do kwietnia 2006 roku trenował zespół 14-krotnego mistrza Polski Górnika Zabrze. Odszedł po konflikcie z częścią zawodników. Po pracy szkoleniowej w Górniku powrócił do Szwajcarii i trenował zespół U-21 w FC Zürich, po czym, w sezonie 2006 / 2007, objął funkcję pierwszego trenera w FC Aarau, z którego został zwolniony po trzech sezonach pracy. Od sezonu 2009/10 prowadził Górnik Zabrze, którego przez wiele lat był zawodnikiem, jednak 15 grudnia 2009 roku został zwolniony z funkcji trenera pierwszego zespołu. W 2010 roku był trenerem szwajcarskiego zespołu FC Wil 1900. Od 2011 do 2012 był koordynatorem egipskiego zespołu El Gouna FC. W 2012 był trenerem szwajcarskiego zespołu FC Wohlen, a od 2012 do 2013 FC Luzern. W 2013 roku Komornicki był trenerem FC Chiasso. W sezonie 2014/2015 trenował szawajcarską IV-ligową drużynę United Zurich. 12 marca 2019 roku podpisał półtoraroczną umowę na prowadzenie II-ligowej Siarki Tarnobrzeg. Posiada trenerską licencję UEFA Pro. 8 marca 2020 roku został tymczasowym trenerem GKS Tychy po zwolnieniu Ryszarda Tarasiewicza. Od października 2020 był asystentem Jeffa Saibene w 1. FC Kaiserslautern. W lipcu 2021 został trenerem szwajcarskiej drużyny FC Wohlen.

### Działacz
9 czerwca 2016 ogłoszono, że obejmie on stanowisko dyrektora sportowego, odradzającego się po upadłości, III-ligowego Widzewa Łódź. 10 lipca 2019 roku został dyrektorem sportowym spółki K.P GKS Tychy S.A. zarządzającej I-ligowym klubem GKS Tychy.

### Reprezentacja Polski
Ryszard Komornicki rozegrał 20 meczów w reprezentacji Polski i był uczestnikiem MŚ '86. Zadebiutował 31 października 1984 roku w Mielcu, w spotkaniu przeciwko Albanii (2:2). Po raz ostatni biało-czerwoną koszulkę założył 19 października 1988 roku w Chorzowie również w czasie meczu z reprezentacją Albanii (1:0).
| l.p. | Data                 | Miejsce   | Przeciwnik        | Rezultat | Rozgrywki     | Grał   | Uwagi |
| ---- | -------------------- | --------- | ----------------- | -------- | ------------- | ------ | ----- |
| 1.   | 31 października 1984 | Mielec    | Albania           | 2-2      | elim. MŚ 1986 | od 70' |       |
| 2.   | 8 grudnia 1984       | Pescara   | Włochy            | 0-2      | towarzyski    | 90'    |       |
| 3.   | 5 lutego 1985        | Querétaro | Meksyk            | 0-5      | towarzyski    | 90'    |       |
| 4.   | 6 lutego 1985        | Querétaro | Bułgaria          | 2-2      | towarzyski    | 90     |       |
| 5.   | 10 lutego 1985       | Bogota    | Kolumbia          | 2-1      | towarzyski    | do 68' |       |
| 6.   | 14 lutego 1985       | Cali      | Kolumbia          | 0-1      | towarzyski    | 90'    |       |
| 7.   | 27 marca 1985        | Sybin     | Rumunia           | 0-0      | towarzyski    | 90'    |       |
| 8.   | 1 maja 1985          | Bruksela  | Belgia            | 0-2      | elim. MŚ 1986 | od 46' |       |
| 9.   | 21 sierpnia 1985     | Malmö     | Szwecja           | 0-1      | towarzyski    | 90'    |       |
| 10.  | 11 września 1985     | Chorzów   | Belgia            | 0-0      | elim. MŚ 1986 | 90'    |       |
| 11.  | 16 listopada 1985    | Chorzów   | Włochy            | 1-0      | towarzyski    | 90'    |       |
| 12.  | 8 grudnia 1985       | Tunis     | Tunezja           | 0-1      | towarzyski    | do 45' |       |
| 13.  | 11 grudnia 1985      | Adana     | Turcja            | 1-1      | towarzyski    | 90'    |       |
| 14.  | 16 maja 1986         | Kopenhaga | Dania             | 0-1      | towarzyski    | do 45' |       |
| 15.  | 2 czerwca 1986       | Monterrey | Maroko            | 0-0      | MŚ 1986       | 90'    |       |
| 16.  | 7 czerwca 1986       | Monterrey | Portugalia        | 1-0      | MŚ 1986       | do 56' |       |
| 17.  | 11 czerwca 1986      | Monterrey | Anglia            | 0-3      | MŚ 1986       | do 23' |       |
| 18.  | 23 marca 1988        | Belfast   | Irlandia Północna | 1-1      | towarzyski    | do 84' |       |
| 19.  | 22 maja 1988         | Dublin    | Irlandia          | 1-3      | towarzyski    | do 45' |       |
| 20.  | 19 października 1988 | Chorzów   | Albania           | 1-0      | elim. MŚ 1990 | od 72' |       |

## Sukcesy

### Górnik Zabrze
- Mistrzostwo Polski: 1984/1985, 1985/1986, 1986/1987, 1987/1988
- Superpuchar Polski: 1988